# 石廊崎権現の帆柱
石廊崎権現の帆柱（いろうざきごんげんのほばしら）とは、伊豆七不思議のひとつで伊豆半島先端の石室神社に、江戸時代から伝わる伝説である。海面から30メートル以上の断崖絶壁の上に、石室神社の社殿が千石船の帆柱を枕に建てられており、これにまつわる不思議な伝説が江戸時代からある。
昔、播州濱田港から塩を運んでいた千石船が石廊崎の沖で嵐に遭い、その帆柱を石廊権現に奉納すると誓って祈ったところ、無事に江戸に到着することができた。その帰途、帆柱奉納のことをすっかり忘れていると、何故か石廊崎の沖で船が進まなくなり、天候が急変して暴風雨となった。往路に誓いを立てたことを思い出した船主が千石船の帆柱を斧で切り倒すと、帆柱はひとりでに波に乗り、断崖絶壁（およそ30メートル）を石廊権現の社殿あたりまで、まるで供えたかのように打ち上げられた。同時に暴風雨も鎮まり、船は無事に播州へ戻ることができたという。
帆柱は明治34年（1901年）に再建した社殿の基礎として使用され今も残っている。材質は檜で長さは約12メートル、現在では社殿の床の一部がガラス張りにされ、直接覗くことができるようになっている。

## 位置情報
- 北緯34度36分8.344秒 東経138度50分44.192秒 / 北緯34.60231778度 東経138.84560889度
- 神子元島(御前崎) - 地理院地図
- +34°37' 34", +138°53'24" - Google マップ